# Roberto Ulivi
Roberto Ulivi (Pistoia, 4 agosto 1941) è un politico italiano.

## Biografia
Iscritto al Movimento Sociale Italiano dal 1956 e consigliere comunale per dieci anni a Montemurlo; presidente dell'Associazione titolari farmacisti di Prato.
Si candida al Senato della Repubblica con il Polo delle Libertà nel 1996 senza essere eletto.
Ricandidato al Senato nel 2001 con la Casa delle Libertà (nel collegio di Prato) non viene inizialmente eletto, a vantaggio di Giorgio Malentacchi di Rifondazione Comunista, ma fa ricorso. Nel luglio 2002 la Giunta per le Elezioni di Palazzo Madama propone la revoca di tale elezione per un errore di calcolo al momento dell'assegnazione del seggio e dopo l'annullamento ufficiale da parte dell'Aula del Senato, il 26 novembre seguente Ulivi entra a Palazzo Madama.
Alle elezioni politiche del 2006 viene eletto deputato della XV Legislatura nella circoscrizione XII Toscana per Alleanza Nazionale, rimanendo a Montecitorio fino alla scadenza anticipata della Legislatura nel 2008.